# Sous les verrous
Pour plus de détails, voir Fiche technique et Distribution.
Sous les verrous (titre original : Pardon Us) est un film américain de comédie réalisé par James Parrott mettant en scène Laurel et Hardy, sorti en 1931.

## Synopsis
Laurel et Hardy, en prison pour un trafic d'alcool, neutralisent une révolte de détenus

## Fiche technique
- Titre original : Pardon Us
- Titre français : Sous les verrous
- Réalisation : James Parrott
- Scénario : H.M. Walker (dialogues)
- Photographie : Jack Stevens
- Montage : Richard C. Currier
- Producteur : Hal Roach
- Société de production : Hal Roach Studios
- Société de distribution : Metro-Goldwyn-Mayer
- Pays de production :  États-Unis
- Langue : anglais
- Format : Noir et blanc - 35 mm - 1,37:1  -  sonore
- Genre : comédie
- Longueur : six bobines
- Date de sortie : 
  - États-Unis 15 août 1931
- Affiche : Roland Coudon (France)

## Distribution
Source principale de la distribution :
- Stan Laurel (VF : Frank O'Neill) : Stanley Laurel
- Oliver Hardy (VF : Jean Argus) : Oliver Hardy
- June Marlowe : la fille du directeur
- Wilfred Lucas : directeur de prison
- James Finlayson : l'instituteur
- Walter Long : "The Tiger"
- Tiny Sandford[2] : un gardien de prison

Acteurs non crédités
- Frank Austin : un prisonnier
- Harry Bernard : un gardien
- Bobby Burns : un patient du dentiste
- Baldwin Cooke : un prisonnier
- Charles Dorety : un détenu insurgé
- Charlie Hall : l'assistant du dentiste
- Jack Hill : un détenu insurgé
- Sam Lufkin : un gardien de prison
- James Parrott : prisonnier moustachu marchant à côté de Hardy après la capture des insurgés
- Hal Roach : un prisonnier
- Charley Rogers : un détenu insurgé
- Leo Willis : un prisonnier, ami du "Tiger"

## Autour du film
Sous les verrous (Pardon Us) est sorti sous différentes versions et longueur selon les montages mais reste le premier long métrage joué par Laurel et Hardy si l'on considère leur participation à Hollywood chante et danse (The Hollywood Revue of 1929) de Charles Reisner et Le Chant du bandit (The Rogue Song) de Lionel Barrymore comme des caméos.

Plusieurs versions dans des langues étrangères comme De Bote en Bote en espagnol ou Muraglie en italien.